# Eraldo Pecci
Eraldo Pecci (ur. 12 kwietnia 1955 w San Giovanni in Marignano) – włoski piłkarz, reprezentant kraju. Podczas kariery piłkarskiej występował na pozycji pomocnika.

## Kariera klubowa
Eraldo Pecci rozpoczął karierę w 1973 w pierwszoligowym klubie Bologna FC. W 1974 roku Pecci zdobył z Bologną Puchar Włoch. Dobra gra zaprocentowała transferem do innego pierwszoligowca Torino FC. W klubie z Turynu Sala występował przez następne sześć lat.
Z klubem z Turynu zdobył mistrzostwo Włoch 1976 (ostatnie jak do tej pory w historii Torino). W 1981 przeniósł się do AC Fiorentina, w której grał przez cztery sezony. W 1985 roku przeszedł do pierwszoligowego SSC Napoli i spędził tam sezon, grając razem z Diego Maradoną. Lata 1985–1989 Pecci spędził w Bolognii. Z Bologną awansował do Serie A w 1988 roku. Ostatni sezon w karierze 1989–1990 Pecci spędził w trzecioligowym Lanerossi Vicenza.

## Kariera reprezentacyjna
Eraldo Pecci w reprezentacji Włoch zadebiutował 27 września 1975 roku w eliminacyjnym meczu do Euro 76 przeciwko reprezentacji Finlandii.
W 1978 roku Pecci uczestniczył w Mistrzostwach Świata. Na Mundialu był rezerwowym i nie wystąpił w żadnym meczu. Ostatni, szósty mecz w narodowych barwach Pecci rozegrał 23 września 1978 w towarzyskim spotkaniu z Turcją.